# 1916 en Ontario
Chronologie de l'Ontario
- 1912
- 1913
- 1914
- 1915
- 1916
- 1917
- 1918
- 1919
- 1920

Cette page concerne des événements d'actualité qui se sont produits durant l'année 1916 dans la province canadienne de l'Ontario.

## Politique
- Premier ministre : William Hearst (Parti conservateur)
- Chef de l'Opposition: Newton Wesley Rowell (Parti libéral)
- Lieutenant-gouverneur: John Strathearn Hendrie (en)
- Législature: 14e (en)

## Événements
- Adoption de la loi sur la prohibition d'alcool.
- Lancement de l'équipe de hockey du 228e bataillon de Toronto. Cette équipe militaire ne complétera pas sa première saison puisque les joueurs seront envoyés au front en Europe.

### Janvier
- 7 janvier : un groupe de Franco-Ontariens investit l'école Guigues et permet à des institutrices, les sœurs Desloges, de pouvoir y entrer. Celles-ci s'étaient vues privées de leur certificat d'enseignement pour avoir enseigné le français à l'école et ainsi contrevenu au Règlement 17[1].
- 31 janvier : une manifestation d'enfants à Ottawa réclame justice pour les enseignants franco-ontariens, qui n'ont pas reçu de salaire depuis 1914 et la mise en vigueur du Règlement 17[2].

### Février
- 3 février : le Parlement d'Ottawa est rasé par un incendie faisant 7 morts. Le feu s'est déclaré dans la salle de lecture et s'est propagé à une vitesse foudroyante. Les pertes sont évaluées à 4 000 000 $. Les causes semblent être criminelles[3].
- 9 février : le premier ministre canadien Robert Borden et le chef libéral Wilfrid Laurier s'entendent pour retarder l'élection fédérale jusqu'en octobre 1917.

### Mai
- 11 mai : à Ottawa, une motion du député libéral Ernest Lapointe demandant au gouvernement ontarien de légaliser de nouveau l'instruction en langue française dans cette province est rejetée par 17 voix de majorité[4].

### Juin
- 1er juin : le président du Sénat du Canada, Philippe Landry, annonce sa démission afin, dit-il, de se consacrer plus à fond à la défense des Franco-Ontariens[5].

### Octobre
- 9 octobre : une délégation ontarienne d'hommes d'affaires invitée par la Chambre de commerce visite Montréal. Ce voyage de Bonne Entente est fait dans le but de rétablir une certaine concorde entre les deux provinces[6].

### Novembre
- 2 novembre : le Conseil privé de Londres statue que le Règlement 17 est légal.

## Naissances
- 22 janvier : Bill Durnan, joueur de hockey sur glace († 31 octobre 1972).
- 10 février : Claude Bissell (en), auteur et éducateur († 21 juin 2000).
- 21 juillet : Wilfred Cantwell Smith (en), professeur de religion comparée († 7 février 2000).
- 5 septembre : Frank Shuster, acteur († 13 janvier 2002).
- 30 octobre : Roy Brown Jr. (en), designer automobile et ingénieur († 24 février 2013).
- 4 décembre : John Wintermeyer (en), chef du Parti libéral de l'Ontario († 20 décembre 1994).
- 16 décembre : Harry Gunning (en), scientifique et administrateur († 24 novembre 2002).

## Décès
- 3 février : Bowman Brown Law (en), député fédéral de Yarmouth en Nouvelle-Écosse (1902-1916) (° 29 juillet 1855).